# Express
Express – trzeci studyjny album szwedzkiej grupy Solid Base wydany jesienią 1999 roku.

## Wydanie standardowe
1. Intro
2. This Is How We Do It
3. Set Me Free
4. Come On Everybody
5. Colours Of Your Dream
6. Sha La Long
7. Once You Pop (You Can't Stop)
8. Push It
9. Fantasy
10. Baila Bolero
11. Stay With Me
12. Love
13. I Gotta Know
14. Sha La Long (Extended Mix)
15. Come On Everybody (Extended Mix)

## Wydanie japońskie
1. Intro
2. Once You Pop (You Can't Stop)
3. Set Me Free
4. Come On Everybody
5. Colour Of Your Dream
6. Push It
7. Fantasy
8. Sha La Long
9. Baila Bolero
10. Stay With Me
11. I Gotta Know
12. Sha La Long (Extended Mix)
13. Come On Everybody (Extended Mix)
14. Baila Bolero (Extended Mix)
15. Once You Pop(You Can't Stop) (Dj Zeb's Remix)
16. Sunny Holiday (Extended Mix)